# مدرعة التمساح
مدرعة التمساح ناقلة جنود مدرعة ثقيلة أنتجت بتحوير دبابة القتال الرئيسية سينتورين البريطانية الصنع.تم تطوير المدرعة التمساح بواسطة مركز الملك عبد الله الثاني للتصميم والتطوير بالتعاون مع شركات جنوب أفريقية وبريطانية وتم عرض المدرعة لأول مرة عام 2001 .
وللدبابة سينتورين مثل جميع دبابات القتال الرئيسة محرك في مؤخرة الدبابة وهذا مثل مشكلة للمطورين الذين ارادوا جعل مقصورة الركاب في مؤخرة المدرعة مع فتح ابواب خلفية في الخلف لصعود الجنود وترجلهم.ولحل هذه المشكلة تم نقل محرك الدبابة إلى الأمام.

## التدريع
تملك ناقلة الجنود المدرعة الثقيلة التمساح هيكل ملحوم منخفض مع زوايا بارزة.ويُغطى جانبي المدرعة بدروع ثقيلة ويتحمل القوس الامامي للمدرعة عيارات تصل حتى 120 ملم، ويمكن إضافة دروع سلبية أو دروع تفاعلية متفجرة.

## التسليح
جهز النموذج البدئي للمدرعة التمساح بمدفع رشاش فرنسي نوع جيات M62 عيار 120 ملم، لكن النموذج الإنتاجي يتسلح ببرج نوع (SWARM) مجهز بمدفع رشاش عيار 20 ملم ومدفع رشاش اخر متحد المحور عيار 7,62 ملم واربع صواريخ دنيل انغوا مضادة للدبابات.
بينما تتسلح مدرعات التمساح الحاملة لمدافع الهاون بمدافع عيار 81 ملم.

## اقرأ ايضاُ
- مدرعة الدواسر
- اشزريت ناقلة جنود مدرعة